# Josef van Santen
Josef van Santen (* 2. März 1902 in München; † 26. Juni 1966 in Berlin) war ein deutscher Schauspieler.

## Leben
Josef van Santen wurde als Josef Franz Süßmaier in einer katholisch-bürgerlichen Familie in München geboren. Seine künstlerische Ausbildung erhielt er von 1921 bis 1924 in seiner Geburtsstadt an der privaten Schauspielschule von Mara Feldern-Förster. Hier gab er auch sein Debüt am Theater bei Karl Falkenberg und wurde Schüler des bekannten Theaterwissenschaftlers Arthur Kutscher. Danach wirkte er u. a. in Karlsruhe, Freiberg am Neckar, Heidelberg, Meiningen und in Bochum bei Saladin Schmitt. Als die Nationalsozialisten in Deutschland die Macht ergriffen, emigrierte er 1934 nach einem Engagement in Dortmund mit Frau und Tochter über die Schweiz nach Südspanien. Vor Beginn des Spanienkrieges kehrte er 1936 mit der Familie nach Deutschland zurück. Unter Schwierigkeiten bekam er ein Engagement am Theater in Neustrelitz, musste dieses aber aufgeben, da er zur Wehrmacht einberufen wurde.  
Nach dem Zweiten Weltkrieg ging er kurzzeitig nach Neustrelitz zurück, war anschließend in Magdeburg tätig, danach als Schauspieler und Oberspielleiter in Altenburg und Halle/Saale. In Halle war es auch, wo ihn Prof. Wolfgang Langhoff sah und ihn daraufhin 1955 an das Deutsche Theater Berlin warb, dem er elf Jahre mit Charakter- und Komikerrollen als wesentliche Stütze des Ensembles angehörte. 
Zum Film hatte van Santen schon in den 1920er Jahren Kontakt, doch dieses Medium sowie das Fernsehen interessierten sich erst ab 1955 wieder für ihn.
Josef van Santen war verheiratet mit der Schauspielerin  Anny von Orelli (1890–1968). Die gemeinsame Tochter Christine van Santen (1931–1984) war ebenfalls Schauspielerin.

## Filmografie
- 1923: Alt-Heidelberg (Stummfilm)
- 1924: Der Untergang Trojas (Stummfilm)
- 1956: Das Stacheltier: Der weiche Artur
- 1959: Fernsehpitaval: Der Fall Jakubowski (Fernsehreihe)
- 1960: Fernsehpitaval: Der Fall René Levacher alias…
- 1960: Blaulicht (Fernsehreihe, Folge: Splitter)
- 1961: Der Ermordete greift ein (TV-Mehrteiler)
- 1961: Die Liebe und der Co-Pilot
- 1962: Oh, diese Jugend (Fernsehfilm)

## Theater

### Schauspieler
- 1951: Carl Orff: Die Kluge (Bezirksarzt) – Regie: Kurt Jung-Alsen (Landestheater Altenburg)
- 1956: Marcel Pagnol: Zum goldenen Anker (Panisse) – Regie: Otto Tausig (Deutsches Theater Berlin – Kammerspiele)
- 1956: Ludvig Holberg: Viel Geschrei und wenig Wolle (Herr Vielgeschrei) – Regie: Wolfgang Thal (Deutsches Theater Berlin – Kammerspiele)
- 1956: Nâzım Hikmet: Legende von der Liebe – Regie: Rochus Gliese (Deutsches Theater Berlin)
- 1957: Frances Goodrich/ Albert Hackett: Das Tagebuch der Anne Frank – Regie: Emil Stöhr (Deutsches Theater Berlin)
- 1958: Peter Hacks: Der Müller von Sanssouci – Regie: Wolfgang Langhoff (Deutsches Theater Berlin – Kammerspiele)
- 1959: Carlo Goldoni: Das Kaffeehaus (Ridolfo, Wirt) – Regie: Emil Stöhr (Deutsches Theater Berlin – Kammerspiele)
- 1960: Erwin Strittmatter: Die Holländerbraut – Regie: Benno Besson (Deutsches Theater Berlin im Berliner Ensemble)
- 1961: Anton Tschechow: Der Kirschgarten – Regie: Wolfgang Heinz  (Deutsches Theater Berlin – Kammerspiele)
- 1962: Gerhart Hauptmann: Der Biberpelz – Regie: Ernst Kahler (Deutsches Theater Berlin – Kammerspiele)
- 1962: George Bernard Shaw: Haus Herzenstod (Mazzini Dunn) – Regie: Wolfgang Heinz (Deutsches Theater Berlin – Kammerspiele)
- 1964: Peter Hacks nach Jacques Offenbach: Die schöne Helena – Regie: Benno Besson (Deutsches Theater Berlin – Kammerspiele)

### Regie
- 1951: Johann Wolfgang von Goethe: Iphigenie auf Tauris (Landestheater Altenburg)
- 1952: Paul Herbert Freyer: Auf verlorenem Posten (Landestheater Altenburg)
- 1954: Friedrich Schiller: Die Jungfrau von Orleans (Landestheater Sachsen-Anhalt Halle/Saale)
- 1955: William Shakespeare: Viel Lärm um nichts (Landestheater Sachsen-Anhalt Halle/Saale)

## Hörspiele
- 1959: Georg Büchner: Woyzeck (Hauptmann) – Regie: Martin Flörchinger (Hörspiel – Rundfunk der DDR)
- 1960: Nikolai Gogol: Der Revisor (Peter Iwanowitsch Dobtschinskij) – Regie: Herwart Grosse (Hörspiel – Rundfunk der DDR)